# Shangzhi
Shangzhi léase Shang-Zhí (en chino:尚志市, pinyin:Shàngzhì sì) es una ciudad-condado bajo la administración directa de la ciudad-subprovincia de Harbin. Se ubica en una zona llana a 190 m s. n. m. rodeada de montañas y a 130 km al sureste de la capital de Heilongjiang, República Popular China. Su área es de 8910 km² y su población total es de 585 386 (2010).

## Administración
La ciudad-condado de Shangzhi se divide en 10 pueblos, 5 villas y 2 villas étnicas.
Poblados: 
- Shangzhi (尚志镇)
- Yabuli (亚布力镇)
- Weihe (苇河镇)
- Yimianpo (一面坡镇)
- Mao'ershan (帽儿山镇)
- Qingyang (庆阳镇)
- Lianghe (亮河镇)
- Shitouhezi (石头河子镇)
- Yuanbao (元宝镇)
- Heilonggong (黑龙宫镇)

Villas:
- Zhenzhushan (珍珠山乡)
- Laojieji(老街基乡)
- Mayan (马延乡)
- Changshou  (长寿乡)
- Wujimi (乌吉密乡)
- Étnica coreana Hedong (河东朝鲜族乡)
- Étnica Yuchi  (鱼池朝鲜族乡)

## Historia
Hay evidencia arqueológica que surgiere presencia humana desde el neolítico.
La ciudad se conoció como Zhuhe (珠河,lit: Río perla) y se desarrolló durante el mandato del Emperador Guangxu de la dinastía Qing , en 1927 a esta zona se le otorgó la administración de condado. En 1946, durante la Segunda Guerra Mundial se le re-bautizó a su nombre actual para conmemorar al héroe militar Zhao Shangzhi 1908 - 1942 (趙尚志), en marzo de 1948 el condado Weihe (苇河县) se incorporó al de Shangzhi. En junio de 1954 la provincia de Songjiang se incorporó a Heilongjiang y Shangzhi pasó a ser parte de su jurisdicción. El 14 de septiembre de 1988 el Consejo de Estado aprobó la ciudad-condado de Shangzhi. En 1996 la región se divide en zonas de jurisdicción bajo Harbin y en 2002 fue aprobada por el Consejo de Estado como una ciudad satélite.

## Clima
Shangzhi tiene un clima continental húmedo influenciado por monzones, con inviernos largos, muy secos y fríos, veranos muy cálidos y húmedos, la primavera es corta y el otoño es más bien seco. La temperatura media mensual de 24 horas promedio oscila entre -19,7 °C en enero a 22,0 °C en julio, y la media anual es de 2,92 °C. Cerca de tres cuartas partes de la precipitación anual ocurre de junio a septiembre. Con sol mensual por 49% en julio a 63% en marzo, la ciudad recibe 2450 horas de sol al año.
| Parámetros climáticos promedio de Shangzhi (1971–2000) | Parámetros climáticos promedio de Shangzhi (1971–2000) | Parámetros climáticos promedio de Shangzhi (1971–2000) | Parámetros climáticos promedio de Shangzhi (1971–2000) | Parámetros climáticos promedio de Shangzhi (1971–2000) | Parámetros climáticos promedio de Shangzhi (1971–2000) | Parámetros climáticos promedio de Shangzhi (1971–2000) | Parámetros climáticos promedio de Shangzhi (1971–2000) | Parámetros climáticos promedio de Shangzhi (1971–2000) | Parámetros climáticos promedio de Shangzhi (1971–2000) | Parámetros climáticos promedio de Shangzhi (1971–2000) | Parámetros climáticos promedio de Shangzhi (1971–2000) | Parámetros climáticos promedio de Shangzhi (1971–2000) | Parámetros climáticos promedio de Shangzhi (1971–2000) |
| Mes                                                    | Ene.                                                   | Feb.                                                   | Mar.                                                   | Abr.                                                   | May.                                                   | Jun.                                                   | Jul.                                                   | Ago.                                                   | Sep.                                                   | Oct.                                                   | Nov.                                                   | Dic.                                                   | Anual                                                  |
| ------------------------------------------------------ | ------------------------------------------------------ | ------------------------------------------------------ | ------------------------------------------------------ | ------------------------------------------------------ | ------------------------------------------------------ | ------------------------------------------------------ | ------------------------------------------------------ | ------------------------------------------------------ | ------------------------------------------------------ | ------------------------------------------------------ | ------------------------------------------------------ | ------------------------------------------------------ | ------------------------------------------------------ |
| Temp. máx. media (°C)                                  | −12.0                                                  | −7.2                                                   | 1.8                                                    | 12.8                                                   | 20.3                                                   | 25.0                                                   | 27.4                                                   | 25.8                                                   | 20.4                                                   | 11.7                                                   | 0.0                                                    | −9.3                                                   | 9.7                                                    |
| Temp. mín. media (°C)                                  | −26.3                                                  | −22.8                                                  | −11.7                                                  | −1.0                                                   | 5.5                                                    | 12.9                                                   | 17.1                                                   | 15.3                                                   | 6.8                                                    | −1.7                                                   | −11.8                                                  | −21.9                                                  | −3.3                                                   |
| Precipitación total (mm)                               | 5.0                                                    | 6.8                                                    | 14.3                                                   | 31.4                                                   | 50.5                                                   | 96.9                                                   | 174.2                                                  | 144.3                                                  | 71.5                                                   | 39.7                                                   | 15.9                                                   | 10.0                                                   | 660.5                                                  |
| Días de precipitaciones (≥ 0.1 mm)                     | 6.5                                                    | 6.9                                                    | 6.9                                                    | 9.2                                                    | 12.6                                                   | 14.7                                                   | 16.2                                                   | 14.9                                                   | 12.0                                                   | 9.0                                                    | 8.1                                                    | 9.0                                                    | 126.0                                                  |
| Horas de sol                                           | 166.6                                                  | 181.7                                                  | 232.0                                                  | 224.3                                                  | 248.3                                                  | 243.3                                                  | 229.9                                                  | 220.6                                                  | 215.4                                                  | 192.4                                                  | 155.5                                                  | 140.1                                                  | 2450.1                                                 |
| Humedad relativa (%)                                   | 74                                                     | 73                                                     | 65                                                     | 60                                                     | 62                                                     | 74                                                     | 81                                                     | 84                                                     | 79                                                     | 70                                                     | 71                                                     | 74                                                     | 72.3                                                   |
| Fuente: China Meteorological Administration            |                                                        |                                                        |                                                        |                                                        |                                                        |                                                        |                                                        |                                                        |                                                        |                                                        |                                                        |                                                        |                                                        |

## Economía
Shangzhi es bastante fuerte en industrial base , vino, productos de madera y textil, incluidos productos químicos, maquinaria, productos farmacéuticos, materiales de construcción, ropa, comida, minería, cuero, fundición, de energía, papel, aluminio, cemento, cultura y educación,a pesar de eso existen problemas de desempleo y varias plantas han estado en declive, incluso hasta la quiebra.
El suelo es fértil con abundante lluvia, iluminación adecuada, conveniente para el crecimiento de los cultivos, la ciudad continua a Shangzhi fue galardonada como modelo agrícola avanzada, título por cuatro años. Shangzhi tiene estatales, colectivos, empresas de negocios individuales más de 17 000, hay un centro comercial urbano integral y nueve por profesionales. El turismo es gran fuente de ingresos.

## Recursos
Hay alrededor de 120 arroyos , todos tributarios del Río Songhua. Las montañas cubren el 80% del área total donde existen más de 850 especies de plantas como helechos y 15 especies de frutas como uvas, kiwi, entre otras.
Shangzhi es hogar de más de 680 especies de animales salvajes, tigres, ciervos, osos, zorros, jabalíes, patos, faisanes y otras aves, entre los animales acuáticos tienen varias clases de peces, además de anfibios y reptiles como salamandras, sapos y ranas.
Los recursos minerales incluye metales preciosos, metales ferrosos, metales no ferrosos, minerales no metálicos entre ellos, mármol, granito de carbón, grafito y otros tipo de amplia distribución.

## Gente famosa
- Wen Xia Yu : modelo y cantante.
- Zhong Acheng :escritor y guionista.
- Li moran: Actor de cine.
- Ah Cheng: escritor.
- Liu Qing: exdeportista.
- Zhao Shangzhi: héroe de guerra.